# Stan Gilbertson
Stanley Frank „Stan“ Gilbertson (* 29. Oktober 1944 in Duluth, Minnesota) ist ein ehemaliger US-amerikanischer Eishockeyspieler, der im Verlauf seiner aktiven Karriere zwischen  und  unter anderem 431 Spiele für die California Golden Seals, St. Louis Blues, Washington Capitals und Pittsburgh Penguins in der National Hockey League (NHL) auf der Position des linken Flügelstürmers bestritten hat. Seinen größten Karriereerfolg feierte Gilbertson, der seine aktive Laufbahn aufgrund einer Beinamputation infolge eines Verkehrsunfalls vorzeitig beenden musste, jedoch in der American Hockey League (AHL) mit dem Gewinn des Calder Cups in Diensten der Hershey Bears im Jahr 1969 und der Wahl ins AHL Second All-Star Team im Jahr 1971.

## Karriere
Gilbertson, der im US-amerikanischen Bundesstaat Minnesota auf die Welt kam, verbrachte seine Juniorenzeit zwischen 1962 und 1965 in der Saskatchewan Junior Hockey League (SJHL), wo er für die Estevan Bruins und Regina Pats auflief. Mit beiden Teams war der Flügelstürmer überaus erfolgreich im Ligaspielbetrieb und nahm daher in diesem Zeitraum dreimal am Memorial Cup teil – zweimal mit den Bruins und einmal mit den Pats. Nach über 200 SJHL-Partien und fast 20 absolvierten Partien im Memorial Cup debütierte der 20-Jährige zum Ende der Saison 1964/65 bei den Minneapolis Bruins in der Central Professional Hockey League (CPHL) im Profibereich. Die Saison 1965/66 begann er schließlich bei den Clinton Comets aus der Eastern Hockey League (EHL).
Richtig Fuß im Profibereich fasste der Rookie jedoch erst ab Januar 1966, als er als Free Agent einen Vertrag bei den Boston Bruins aus der National Hockey League (NHL) unterschrieb. Die Bruins schickten den Angreifer für die folgenden eineinhalb Jahre jedoch in ihr Farmteam, die San Francisco bzw. California Seals, aus der Western Hockey League (WHL). Im Oktober 1967 wurde er von den Bruins schließlich an den Ligakonkurrenten der Seals, die Vancouver Canucks, verkauft. In Diensten der Canucks konnte Gilbertson seine Punktausbeute aus dem Vorjahr mit 42 Scorerpunkten mehr als verdoppeln, wurde daraufhin aber im Juni 1968 von den Boston Bruins zurückgekauft und anschließend an die Hershey Bears aus der American Hockey League (AHL) ausgeliehen. In Diensten der Hershey Bears etablierte sich der US-Amerikaner endgültig im Profibereich und absolvierte drei aufeinanderfolgende Spielzeiten mit jeweils mehr als 40 Scorerpunkten. In der Saison 1968/69 führte er die Bears gemeinsam mit Garnet Bailey zum Gewinn des Calder Cups. Zwei Jahre später wurde er ins AHL Second All-Star Team berufen.
Durch seine Leistungen in der AHL hatte der Stürmer, der in dem dreijährigen Zeitraum kein NHL-Spiel für Boston bestritten hatte, selbstverständlich auch die anderen Franchises der NHL auf sich aufmerksam gemacht, und so wurde er im Juni 1971 im NHL Intra-League Draft von den California Golden Seals ausgewählt. Dort gelang dem mittlerweile 27-Jährigen in seinem siebten Profijahr der lang ersehnte Sprung in die National Hockey League. In seiner ersten NHL-Saison absolvierte Gilbertson alle 78 Partien und stellte mit 32 Punkten zugleich einen Karrierebestwert auf. Es folgten noch zwei weitere Spielzeiten bei den Kaliforniern, ehe er kurz nach dem Beginn der Saison 1974/75 im November 1974 gemeinsam mit Craig Patrick zu den St. Louis Blues transferiert wurde, während im Gegenzug Dave Gardner und Butch Williams zu den Golden Seals wechselten.
Für die St. Louis Blues absolvierte Gilbertson jedoch nur zehn Spiele und kam zeitweise auch für deren Kooperationspartner, die Denver Spurs, in der Central Hockey League (CHL) zum Einsatz. Ab Mitte Februar 1975 lief er dann für die Washington Capitals auf, die ihn gemeinsam mit Garnet Bailey erworben und gegen Denis Dupéré eingetauscht hatten. Obwohl der Angreifer bei den Capitals wieder ausschließlich in der NHL eingesetzt wurde, fand er aber auch dort keine neue sportliche Heimat, da er bereits im Dezember desselben Jahren erneut Teil eines Transfergeschäfts wurde, als er im Tausch für Harvey Bennett junior zu den Pittsburgh Penguins transferiert wurde. Bei den Penguins war Gilbertson bis zum Ende der Saison 1976/77 aktiv und schaffte dort die erstmalige Qualifikation für die Playoffs. Nach eineinhalb Jahren als Stammspieler der Pens musste der Stürmer Ende September 1977 – einen Monat vor seinem 33. Geburtstag – seine Karriere jedoch zwangsläufig beenden. Bei einem Verkehrsunfall hatte Gilbertson derartige Verletzungen davongetragen, dass ein Teil seines Beins amputiert werde musste und er dadurch nicht mehr spielfähig war.

## Erfolge und Auszeichnungen
- 1969 Calder-Cup-Gewinn mit den Hershey Bears
- 1971 AHL Second All-Star Team

## Karrierestatistik
(Legende zur Spielerstatistik: Sp oder GP = absolvierte Spiele; T oder G = erzielte Tore; V oder A = erzielte Assists; Pkt oder Pts = erzielte Scorerpunkte; SM oder PIM = erhaltene Strafminuten; +/− = Plus/Minus-Bilanz; PP = erzielte Überzahltore; SH = erzielte Unterzahltore; GW = erzielte Siegtore; 1 Play-downs/Relegation; Kursiv: Statistik nicht vollständig)